# Kernkraftwerk Madras
Das Kernkraftwerk Madras (auch Madras Atomic Power Station genannt, Abkürzung MAPS) liegt in Kalpakkam im indischen Bundesstaat Tamil Nadu, ca. 80 km südlich von Chennai (Madras).

## Reaktordaten
Es handelt sich um den ersten ganz in Indien gebauten schwerwassermoderierten Druckwasserreaktor (PHWR). Er ist die Kopie des kanadischen CANDU-Reaktors in Rajasthan-1. Madras-1 wurde am 23. Juli 1983 kritisch, Madras-2 am 20. September 1985. Die zwei Reaktoren produzierten jeweils 170 Megawatt.
In den Jahren 2002/03 und 2004/05 wurden die Reaktoren grundüberholt. Dadurch stieg die Leistung von zuletzt 170 Megawatt auf 220 Megawatt. Ein Großteil des Reaktorkerns wurde ersetzt, was die Laufzeit bis zum Jahr 2033 bzw. 2036 verlängert.

Reaktor 1 wurde am 30. Januar 2018 für eine jährliche Wartung heruntergefahren, am 26. November 2019 ging der Betreiber von einer Wiederinbetriebnahme am 1. Dezember aus, am 16. März 2020 von einer Inbetriebnahme zum 31. März. Im Juni 2023 war der Reaktor immer noch abgeschaltet.

Die Brennstäbe von Madras-1 und Madras-2 werden in der Kalpakkam Reprocessing Plant (KARP) aufbereitet.

## Indira Gandhi Centre for Atomic Research
Auf dem Gelände der Anlage befindet sich auch das Indira Gandhi Centre for Atomic Research mit einer Anzahl von Anlagen, die nicht unmittelbar zum Kraftwerk gehören, zum Beispiel eine Plutoniumaufbereitung (MOX), ferner ein Brutreaktor von 40 MWt, der aus dem französischen Reaktor RAPSODIE entwickelt wurde. Er wurde am 18. Oktober 1985 kritisch.
Ein weiterer schneller Brüter (Prototype Fast Breeder Reactor – PFBR) mit 500 MW Leistung befindet sich seit 2004 im Bau. Der Reaktor sollte schon im Juni 2009 fertiggestellt werden. Die Baukosten sind aufgrund von starken Steigerungen der Material- und Arbeitskosten, Änderungen im Design der Komponenten und dem Tsunami von 2004 um 95 Prozent von ursprünglich geplanten Rs. 35 Mrd. auf Rs. 68 Mrd. gestiegen. Er sollte 2022 kritisch werden. Am 4. März 2024 wurde der Beginn der Beladung mit Brennstoff bekannt gegeben. Noch im Jahr 2024 soll erstmals Kritikalität erreicht werden.
Die abgebrannten Brennstäbe werden dann im Fast Reactor Fuel Reprocessing Plant (FRFRP), wiederaufgearbeitet. Der anfallende radioaktive Abfall wird dann in einem Zwischenlager vor Ort eingelagert.
Bemerkenswert ist noch der Testreaktor Kamini (KAlpakkam MINI), der mit U233 betrieben werden kann. Dieser ist der Nachfolger des PURNIMA-III im Bhabha Atomic Research Centre.

## Unfälle
Am 4. Mai 1987 kam es im Kalpakkam-Testreaktor zur Beschädigung des Reaktorkerns. Dieser wurde daraufhin für 2 Jahre heruntergefahren. Die Kosten des Zwischenfalls werden auf 352 Millionen Dollar geschätzt. Die Kosten von Atomunfällen in der Kernenergie-Forschung und zivilen Nutzung weltweit werden in diesem Zusammenhang auf weit über 400 Milliarden Dollar geschätzt.
Am 21. Januar 2003 wurden sechs Arbeiter der KARP bei Arbeiten an einem Tank kontaminiert. Daraufhin wurden Teile der Anlage für sechs Monate geschlossen.
In die Schlagzeilen waren Kalpakkam und das Kernkraftwerk geraten, als es zunächst hieß, der Tsunami vom 26. Dezember 2004 habe auch das Kernkraftwerk beschädigt. Die Betreiber versicherten aber, das Kraftwerk habe ohne Zwischenfälle heruntergefahren werden können. Die Flutwelle hinterließ jedoch großflächige Schäden im Ort und forderte auch in Kalpakkam zahlreiche Todesopfer.

## Daten der Reaktorblöcke
Das Kernkraftwerk Madras hat zwei kommerzielle Leistungsreaktoren:
| Reaktorblock    | Reaktortyp | Netto- leistung | Brutto- leistung | Baubeginn  | Netzsyn- chronisation | Kommer- zieller Betrieb | Abschal- tung |
| --------------- | ---------- | --------------- | ---------------- | ---------- | --------------------- | ----------------------- | ------------- |
| Madras (MAPS)-1 | PHWR       | 205 MW          | 220 MW           | 01.01.1971 | 23.07.1983            | 27.01.1984              |               |
| Madras (MAPS)-2 | PHWR       | 205 MW          | 220 MW           | 01.10.1972 | 20.09.1985            | 21.03.1986              |               |

Im Atomforschungszentrum befinden sich folgende Reaktoren:
| Reaktorblock  | Reaktortyp                                | Netto- leistung | Brutto- leistung | Baubeginn  | Netzsyn- chronisation | Kommer- zieller Betrieb | Abschal- tung |
| ------------- | ----------------------------------------- | --------------- | ---------------- | ---------- | --------------------- | ----------------------- | ------------- |
| Madras (PFBR) | Schneller Brutreaktor                     | 470 MW          | 500 MW           | 23.10.2004 | (2025 geplant)        |                         |               |
| FBTR          | Schneller Brutreaktor (Forschungsreaktor) | 40 MWt          |                  | 01.01.1972 | 18.10.1985            |                         |               |
| KAMINI        | U-233 FUELLED (Forschungsreaktor)         | 30 kWt          |                  | 01.01.1986 | 29.10.1996            |                         |               |